# Aladár Árkay
Dans le nom hongrois Árkay Aladár, le nom de famille précède le prénom, mais cet article utilise l’ordre habituel en français Aladár Árkay, où le prénom précède le nom.
Aladár Árkay, né le 1er février 1868 à Temesvár et mort le 2 février 1932 à Budapest est un architecte hongrois.